# Paraninfo

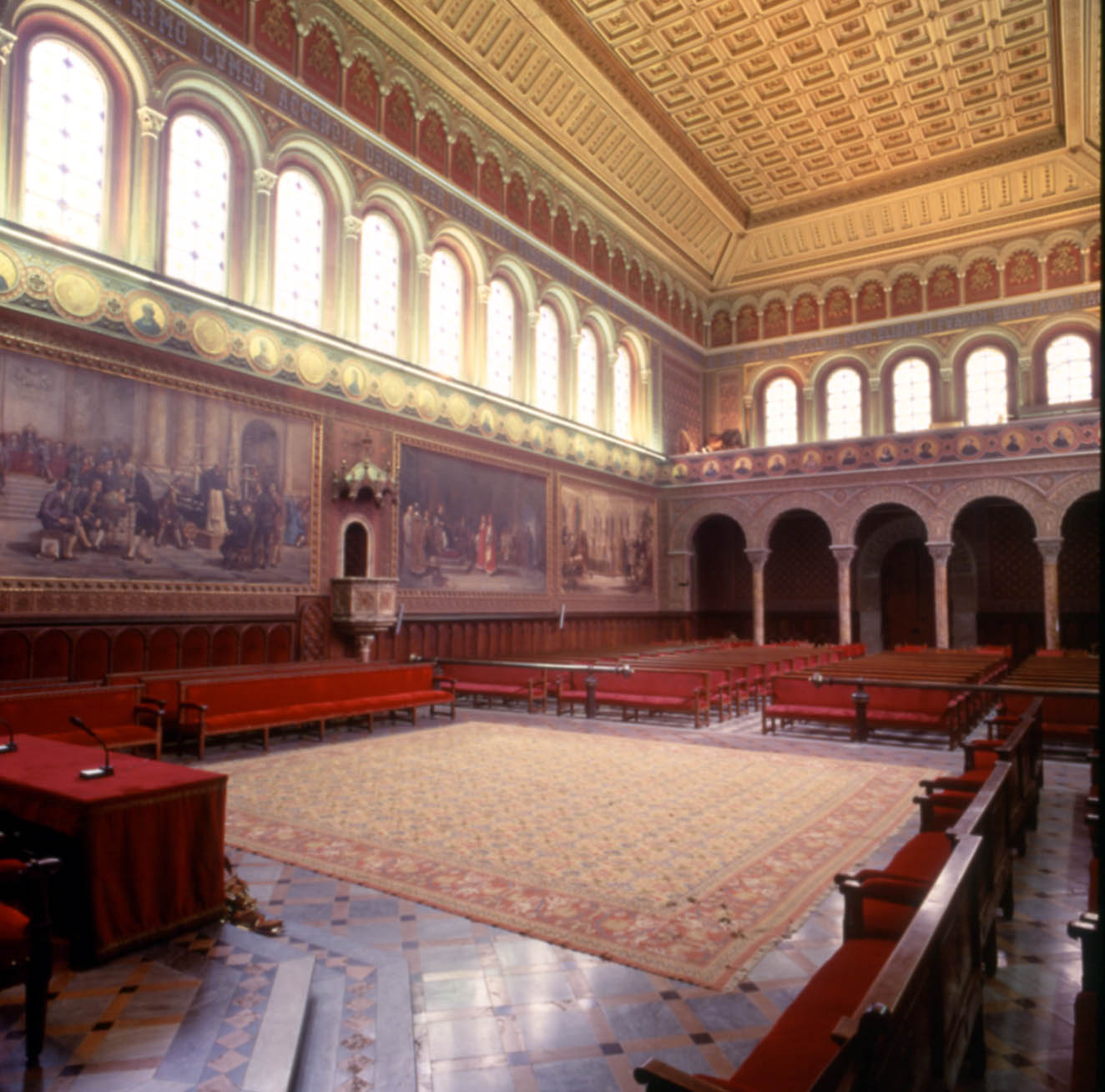
Paraninfo da Universidade de Barcelona

Um paraninfo é um assistente cerimonial ou guia em uma cerimônia. Também pode significar o auditório de uma universidade onde acontecem eventos importantes, como as cerimônias de investidura de cargos acadêmicos ou outros, como a abertura do curso, palestras, conferências, etc.
Em certos países, o termo tem significados distintos. Nos Países Baixos, designa o apoiador oficial de um doutorando durante a sua defesa de tese de doutorado. No Brasil, o paraninfo é um docente escolhido pela turma de formandos para discursar na cerimônia de colação de grau.
Seu nome deriva da pessoa que anunciava o início do ano acadêmico e recebia o mesmo nome. Etimologicamente, a palavra deriva da justaposição de duas palavras da língua grega: παρά, 'ao lado de' e νύμφη, 'noiva'.

## História
Nos casamentos gregos antigos, a noiva e o noivo eram assistidos por paraninfas e, a partir desse uso, foi generalizado para se referir a assistentes de estudantes de doutorado, padrinhos e damas de honra em casamentos e afins. Pode se referir especificamente ao amigo de um noivo encarregado de acompanhá-lo em uma carruagem para buscar a noiva em casa. Ele era especialmente encarregado de vigiar o leito nupcial. Em Roma, esse nome era dado a cada um dos três jovens que levavam a noiva à casa do marido. Um deles seguia em frente com uma tocha na mão e os outros dois seguravam a noiva. Entre os hebreus, o paraninfo era o amigo íntimo do marido que fazia as honras do casamento e levava a esposa à casa do marido.

## No Brasil

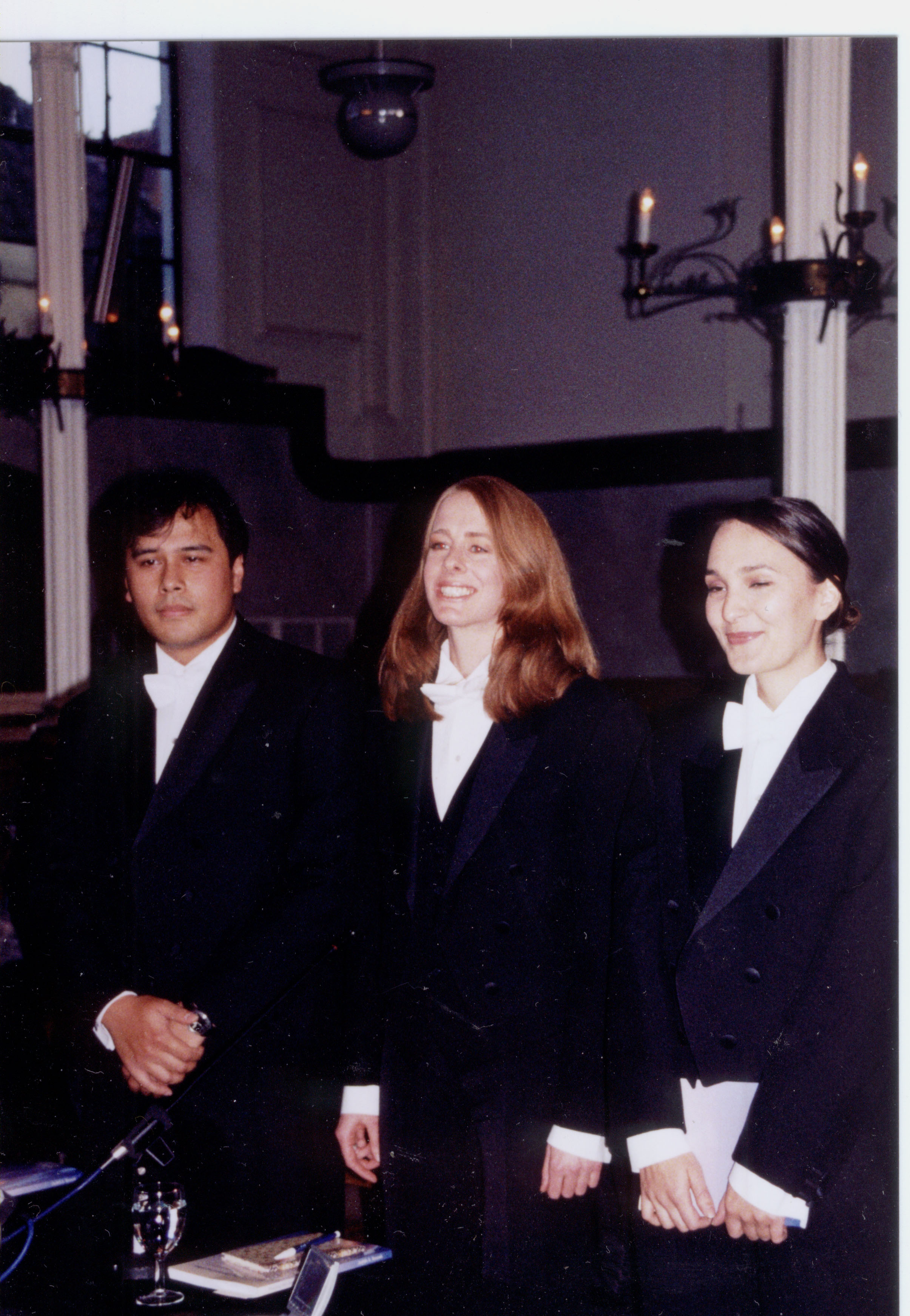
Uma estudante de doutorado de Leiden entre dois paraninfos

No Brasil, o paraninfo tem a missão de servir como um conselheiro para a turma dos alunos que se formam e de fazer o discurso, que é considerado obrigatório. Assim, ele tem a oportunidade de agradecer a honra de ser homenageado com o título e dar um "último conselho" para os formandos sobre a profissão que irão seguir. Cada turma de formandos tem apenas um paraninfo. Ele é a pessoa que conduz os formandos na entrada do salão e entrega os certificados aos seus afilhados, além de proferir uma mensagem formal na solenidade de Colação de Grau.

## Nos Países Baixos
Paraninfos são (nos Países Baixos) os companheiros de um doutorando durante a defesa de sua tese de doutorado.
O doutorando geralmente é acompanhado por dois paraninfos. Eles têm principalmente uma tarefa cerimonial, embora eles estejam lá originalmente para defender a tese de que o próprio candidato não esteja disposto (por exemplo, devido a doença ou devido a um acidente), ou se o estudante de doutorado para responder a uma questão, queira os consultar. 

Nos tempos modernos, os paraninfos conseguiram um trabalho extra. Nos Países Baixos, é uma tradição celebrar a cerimônia de formatura no mesmo dia (noite) da cerimônia (tarde). Para aliviar os alunos de pós-graduação da organização da festa, os paraninfos assumem essa tarefa, incluindo o envio dos convites.